# Zeuxevania mangbetuana
Zeuxevania mangbetuana är en stekelart som beskrevs av Pierre L. G. Benoit 1949. Zeuxevania mangbetuana ingår i släktet Zeuxevania och familjen hungersteklar. Inga underarter finns listade i Catalogue of Life.